# Archivar

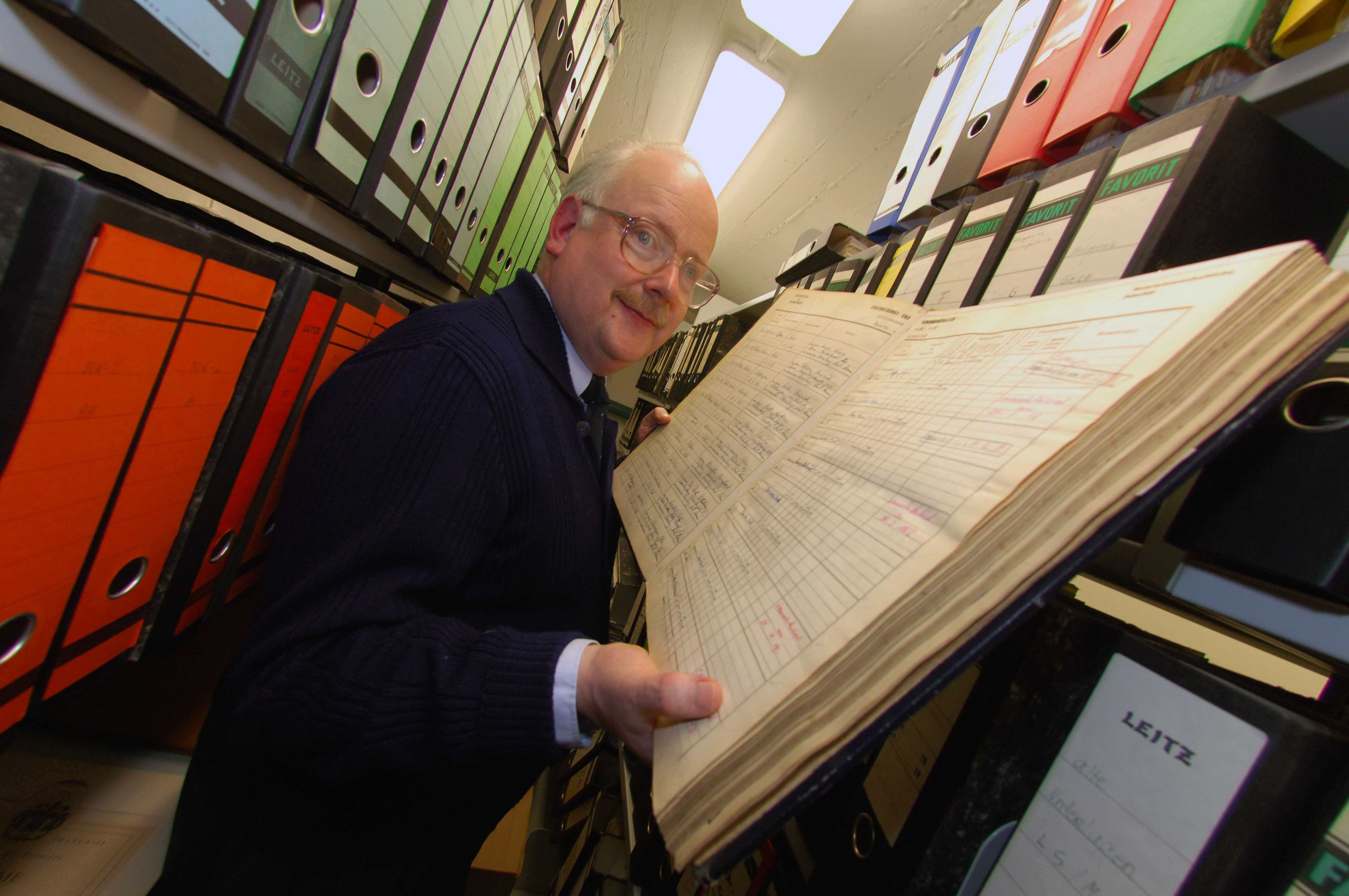
Wolfgang Müller im Archivmagazin der Universität des Saarlandes (2014)

Der Archivar übernimmt, bewertet, erschließt und sichert Schriftgut, welches von öffentlichen und privaten Verwaltungen sowie von Privatpersonen zur langfristigen Aufbewahrung abgegeben wird.
Archivare und Archivarinnen tragen damit ganz wesentlich dazu bei, dass wichtige Informationen und Nachweise für Bürger, Institutionen und Verwaltungen sowie für unterschiedliche Forschungsthemen authentisch vorgehalten werden und deren Zugänglichkeit dauerhaft gewährleistet wird.
Ein Archivar kann darüber hinaus Kurator von privaten Nachlässen sowie von aufzubewahrendem Sammlungsgut sein.

## Aufgaben des Archivars
Vor der Übernahme des Archivgutes berät er die ablieferungspflichtigen Behörden und Dienststellen (die Registraturbildner), aber auch Firmen und in Einzelfällen Privatpersonen bei der Schriftgutverwaltung. Er bewertet das archivreife Schriftgut nach archivwissenschaftlichen Kriterien (Feststellung der Archivwürdigkeit). Mit der Übernahme des archivwürdigen Schriftguts wird aus dem Registraturgut Archivgut – damit geht auch eine Änderung des Rechtsbereichs einher.
Nach der Übernahme des archivwürdigen Schriftgutes sowie anderer aufzubewahrender Dokumente (u. a. Pläne, Fotoaufnahmen, Filme) findet eine inhaltliche Erschließung des Archivgutes statt (Bildung des Titels, Enthält-Vermerke, Zustand).
Die Verzeichnung der relevanten Inhalte der Unterlagen erfolgt heute durch die Vergabe von Norm- und Metadaten anhand von spezifischen EDV-Programmen.
Mit der Erschließung entstehen Findhilfsmittel (Findbücher, umfangreiche Datenbanken), die eine gezielte Recherche nach bestimmten Informationen und Themen vereinfachen.
Kernaufgaben sind demnach:
1. Übernahme archivreifen Schriftgutes (auch digitale Überlieferungen)
2. Bewertung
3. Erschließung der Informationen (Einordnung und Verzeichnung der Metadaten zum archivierenden Objekt)
4. Beratung und Recherche
5. Bewahrung (v. a. konservatorische Maßnahmen)
6. Bereitstellung der Informationen für die Nutzung und Auswertung (z. B. für Nachweisführungen, Rechtewahrung und Öffentlichkeitsarbeit)

Archive werden zukünftig vermehrt elektronisches Schriftgut (E-Akten) sowie digital vorliegende Informationen übernehmen.
Die Archivare beschäftigen sich daher verstärkt mit elektronischen Dokumentenmanagementsystemen sowie den komplexen Themenstellungen der Übernahme und langfristigen authentischen Erhaltung elektronisch gespeicherter Daten und Informationen.
Die Erstellung von Webseiten und die öffentliche Darstellung der Archive im Internet (Mitarbeit in Archivportalen und sozialen Netzwerken) sind von wachsender Bedeutung für die Öffentlichkeitsarbeit und die Nutzerfreundlichkeit.
Viele Archivare haben neben den Bewertungs- und Erschließungsarbeiten die Aufgabe, sich durch eigene Beiträge sowie der Unterstützung von Ausstellungsprojekten an der Erforschung und Vermittlung der jeweiligen Sprengelgeschichte (Zuständigkeitsbereich) zu beteiligen oder geschichtliche Themenstellungen anzuregen.
Die Arbeit in großen Archiven verlangt meist eine Ausdifferenzierung und damit die Spezialisierung der Tätigkeiten auf eines der oben genannten Aufgabengebiete.
In kleinen Archiven muss ein Archivar die gesamte Bandbreite der auszuführenden Tätigkeiten abdecken.
Zur Aufgabe der „Bewertung“ beschrieb der Vorsitzende des Verbands deutscher Archivarinnen und Archivare, (VdA), Michael Diefenbacher, anlässlich des 5. Tags der Archive, 2010, für den Kölner Stadtanzeiger in einem Interview zum Einsturz „des bedeutendsten kommunalen Archiv des Landes“ die Aufgaben eines Archivs wie folgt. Wollen die Archive eigentlich soviel wie möglich bewahren? Nein. Aufgabe der Archive ist es, zu bewerten und auszusondern. Unsere Hauptaufgabe ist das Wegwerfen. Was übrig bleibt, wird übernommen.

## Gesetzliche Regelungen in Deutschland
Für das staatliche Archivgut haben der Bund (für das Archivgut des Bundes) und alle Bundesländer in Deutschland spezielle Archivgesetze erlassen. Diese sind Rechts- und Handlungsgrundlage für die Archivverwaltungen und die jeweiligen Registraturbildner.
Kommunale Archive haben eine Archivsatzung. In den Archivgesetzen sind die Aufgaben des Archivs definiert.
Zudem gibt es Regelungen zur Zugänglichmachung von Archivgut (Schutzfristen).
Ein Archivar ist fachlich versiert bei der Anwendung des Datenschutzrechtes und der Persönlichkeitsrechte sowie bei der Anwendung und Durchsetzung des Kulturgutschutzgesetzes. Spezialkenntnisse im Umgang mit dem Urheberrecht und in der Anwendung von diesem sind wichtige Bestandteile im Bereich der Auswertung und der Öffentlichkeitsarbeit.
Vertiefte Kenntnisse auf dem Gebiet des Verwaltungsrechts sind vor allem in Tätigkeitsfeldern der staatlichen und kommunalen Archive unerlässlich.
Glaubensgemeinschaften regeln ihr Archivwesen eigenverantwortlich.
Ein Beispiel hier für ist das Kirchengesetz zur Sicherung und Nutzung von kirchlichem Archivgut in der Evangelischen Kirche der Union.

## Benutzung
Die Benutzung des Archivguts kommunaler und staatlicher Archive steht grundsätzlich jedem offen.
Allerdings sehen die Archivgesetze der Länder und des Bundes bestimmte Benutzungsbeschränkungen (wie allgem. Schutzfristen, Bestimmungen zu Datenschutz- und Persönlichkeitsrechten, Geheimhaltungsfristen, Fristen im Rahmen des Urheberrechtes) vor. Sie müssen demzufolge vom Archivar beachtet werden.
Für wissenschaftliche Forschungen können Ausnahmen gestattet werden.
Die Benutzung von Archivgut erfolgt im Regelfall auf schriftlichen Antrag (Benutzungsantrag mit Thematik und persönlichen Daten) und vor Ort im bereitstellenden Archiv.
Bei umfangreicheren Archivnutzungen wird häufig durch das bereitstellende Archiv ein Belegexemplar für die Präsenzbibliothek verlangt.
Private Archivträger können besondere Bestimmungen für die Benutzung des Archivgutes erlassen.

## Berufsanforderungen und Ausbildung
Die Archivare der staatlichen Archive müssen eine archivfachliche Ausbildung (i. d. R. Bachelor) absolviert haben.
Neben der gehobenen und höheren archivfachlichen Ausbildung (jeweils Beamtenlaufbahn) kann der Abschluss des wissenschaftlichen Archivars (Master) für den höheren Dienst auch in einem kostenpflichtigen Aufbaustudiengang per Fernstudium erworben werden. Voraussetzung für diesen Ausbildungsweg ist ein bereits erfolgreich abgeschlossenes Studium (z. B. Master) in einem angrenzenden Studienfach (z. B. Geschichte) bzw. eine vorliegende Promotion.
Die durch die KMK in einem Positionspapier geforderte Durchlässigkeit zu einem höheren Abschluss nach einer gehobenen Ausbildung im Archivwesen ist somit nicht gegeben.
Dadurch schränken sich Karriere- oder weitere fachliche Entwicklungsmöglichkeiten für Archivare und Archivarinnen des gehobenen Dienstes (Bachelor) in einem ganz erheblichen Maß ein.
Ausbildungsstätten in Deutschland sind die Archivschule Marburg (Beamtenlaufbahnen), die Fachhochschule Potsdam mit Bachelor und Master-Fernstudium und ausschließlich nur für Bayern die Bayerische Archivschule München.
Der Umfang der wenigen vorhandenen Studienplätze und damit der Studienangebote bleibt seit Jahren hinter dem dringenden und weiter steigenden Bedarf an entsprechend ausgebildeten Fach- und Spezialkräften in der heutigen Informationsgesellschaft zurück.
Der Erwerb eines aufbauenden nicht konsekutiven bzw. weiterbildenden Masterabschlusses für Archivare des gehobenen Dienstes ist im Bereich Europäische Geschichte im Rahmen eines Direkt- oder Fernstudiums an der Fernuniversität Hagen seit 2017/18 möglich.
An der FH Potsdam konnte bisher ausschließlich im Direktstudium ein angrenzendes Masterstudium Informationswissenschaften angeschlossen werden, welches modulhaft Kenntnisse in der digitalen Archivierung sowie des Records-Managements vermittelte. Seit dem WS 2022/23 wird im Masterstudium Informationswissenschaften nicht mehr immatrikuliert.
Kostenpflichtige Weiterbildungsmöglichkeiten bestehen an der FH Potsdam (Zertifikatskurs), der Archivschule Marburg, der FU Berlin (Zertifikatskurs) und ab 2020 an der Humboldt-Universität Berlin.
Ein Masterabschluss im deutschsprachigen Raum ist an der Universität Wien im Direktstudium möglich.
In den Freistaaten Bayern und Sachsen besteht neben der Fachhochschulausbildung eine einschlägige Ausbildung für den mittleren Dienst (Archivassistent, FaMI-Archiv).
Als Voraussetzung für die Ausbildung im gehobenen Archivdienst (Bachelor) gelten:
Abitur; gute Allgemein- und Geschichtskenntnisse, komplexes Denkvermögen, Sprachkenntnisse (Englisch, Grundkenntnisse in Latein, Französisch oder auch Russisch), sicherer Umgang mit moderner Informations- und Kommunikationstechnik, Interesse am Aufbau und der Arbeit mit umfangreichen und komplexen Datenbanken sowie Internetanwendungen, exakte Arbeitsweise, kommunikative Fähigkeiten und Überzeugungskraft.

## Tarif

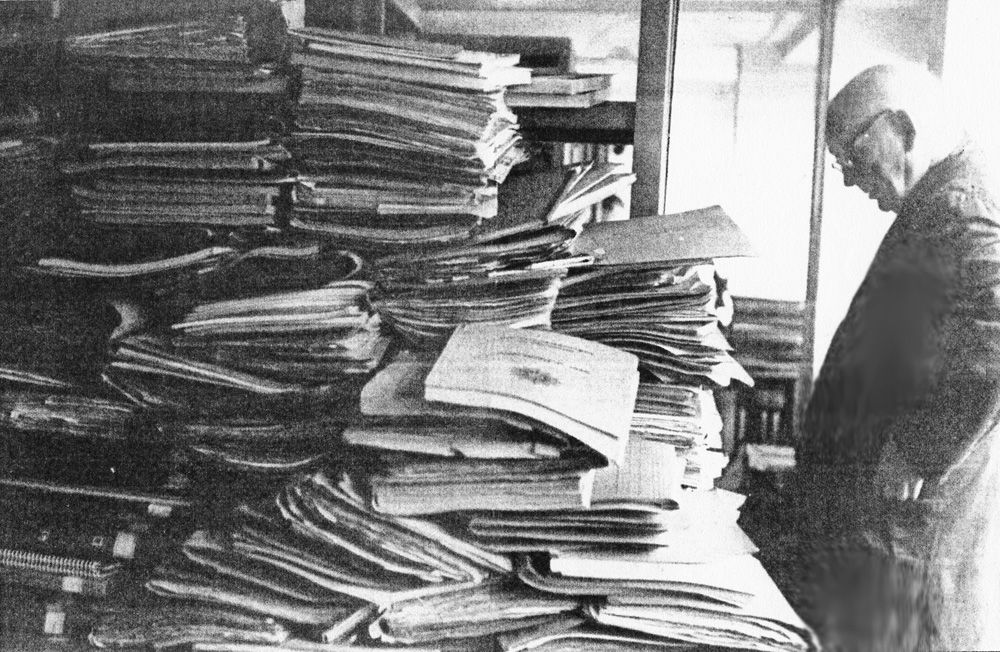
Der Lünener Stadtarchivar Heinrich Tappe, um 1925

Archivare werden im staatlichen und kommunalen Bereich in Deutschland entweder als Beamte oder mehrheitlich als Angestellte im Öffentlichen Dienst beschäftigt.
Bei einer Einstellung als Beamter ist eine Laufbahnbefähigung (siehe Berufsanforderung und Ausbildungsregelungen in Deutschland) erforderlich. Die tarifliche Eingruppierung der angestellten Archivare und Archivarinnen (siehe TVÖD bzw. TVL) bzw. die Besoldung der Beamten richtet sich nach der Eingruppierung im Stellenplan und der Stellenbeschreibung.
Im Unterschied zu angestellten Archivaren und Archivarinnen erfolgen Beförderungen und Höhergruppierungen bei Beamten nach dem jeweiligen Beamtenrecht.
Beamte des gehobenen Dienstes können dabei in der Regel folgende Statusstufen durchlaufen:
- A 9 Archivinspektor/Archivinspektorin
- A 10 Oberarchivinspektor/Oberarchivinspektorin
- A 11 Archivamtmann/Archivamtfrau
- A 12 Archivamtsrat/Archivamtsrätin
- A 13 (gehobener Dienst): Oberarchivamtsrat/Oberarchivamtsrätin bzw. Oberarchivrat

Beamte des höheren Dienstes können folgende Stufen durchlaufen:
- A 13 (höherer Dienst):  Archivrat/Archivrätin
- A 14 Archivoberrat/Archivoberrätin
- A 15 Archivdirektor/Archivdirektorin
- A 16 Leitender Archivdirektor/Leitende Archivdirektorin